# Tiago Amaral Sarmento

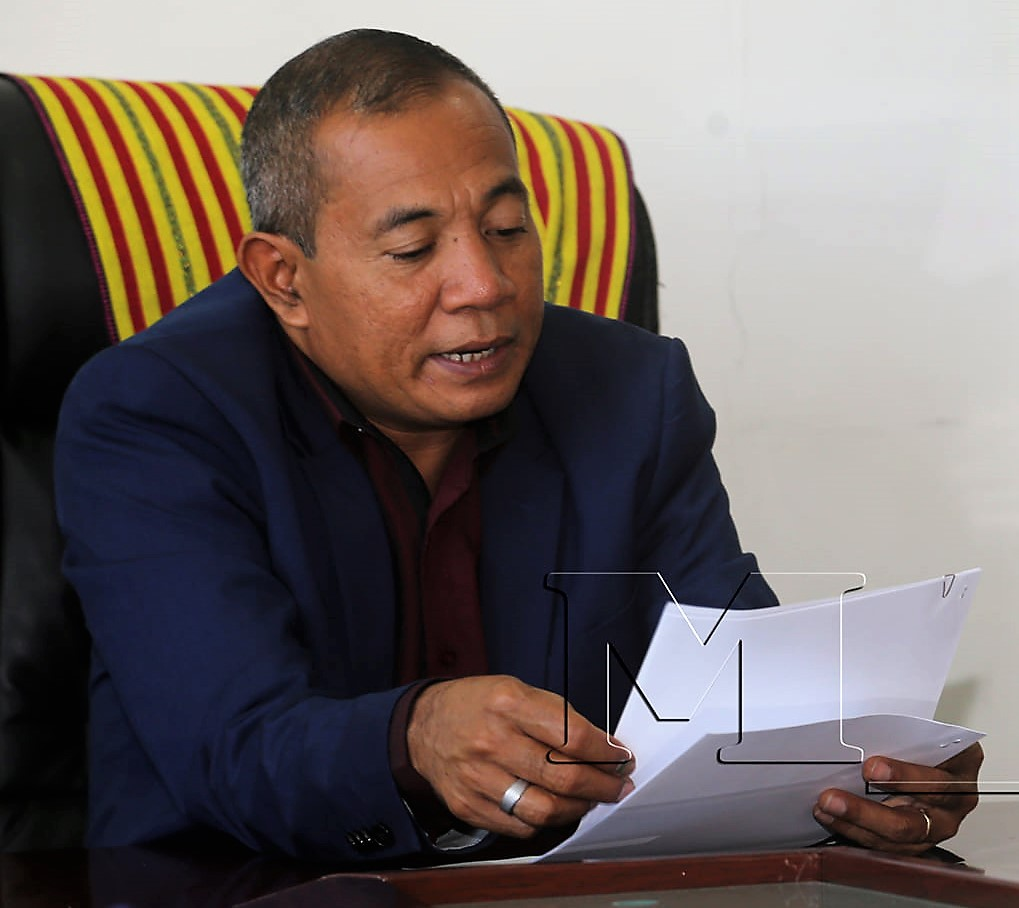
Tiago Amaral Sarmento (2022)

Tiago Amaral Sarmento ist ein osttimoresischer Politiker und Jurist. Er stammt aus der Gemeinde Viqueque.

## Werdegang
Nach Abzug der Indonesier wurde Sarmento Direktor der 2001 in Dili gegründeten Nichtregierungsorganisation Judicial System Monitoring Programme (JSMP), die sich mit der Entwicklung des Justizsystems im neuen Staat Osttimor beschäftigte. Sie wurde zur führenden elektronischen Ressource über das osttimoresische Justizsystem.
2011 wurde Sarmento durch das Nationalparlament in den Obersten Rat der Defensoria Pública (portugiesisch für „Öffentliche Verteidigung“) als ständiges Mitglied gewählt.
Am 17. Juni 2020 berief der Ministerrat auf Vorschlag von Justizminister Manuel Cárceres da Costa Sarmento in den Obersten Juristischen Rat (Konsellu Superior Judisial). Am 22. März 2022 wurde Sarmento in Nachfolge von Costa als neuer Justizminister vereidigt. Das Amt hatte er bis zum Ende der Legislaturperiode am 30. Juni 2023 inne.